# News Up なら
『News Up なら』（ニュースアップなら）は、2002年4月1日から2009年4月10日まで、奈良テレビで平日の夕方に放送されていたニュース番組である。

## 概要
平日夕方のローカルワイドニュースとして放送されていた『TVNニュース』を本番組にリニューアルする形で2002年4月1日にスタートした。スタート当初は、松下慶子と山根由美、最終回まで出演し続けた古塩篤代の女性3人がキャスターとして出演していた。
放送当日の奈良県内のストレートニュースのほかに、県内各地の取り組みや暮らしに役立つ情報にスポットを当てる「地域の話題」、特集、インタビュー、イベントの告知を行う「お知らせ」、全国ニュース、天気予報などで構成されていた。
スタジオセットは、本番組と同様にニューススタジオを使用する『TVNニュース』、『NEWSライン』と共用し、末期のセットは本番組終了後も『TVNニュース』で引き続き使用されていた。
番組スタートから2006年3月までは、18:30放送開始だった。2006年4月から放送時間を5分縮小したうえで開始時間を30分繰り上げ、奈良テレビの夕方ニュースとして6年ぶりに18:00開始に戻った。
2007年4月からは放送時間を10分拡大しフライングスタートを開始。同時にスタジオのセットも一新された。
2002年度に限り、『TXNニュースアイ』が15分拡大された場合は18:45 - 18:55の10分に短縮して放送された。
2009年4月10日に最終回を迎え、同年4月13日からは後継番組である『ゆうドキッ!』がスタートした。

## 出演者
最終回時点の出演者は以下の通り。

### キャスター
キャスターは曜日ごとに2名のペアリングで担当していた。
- 古塩篤代
- 伊藤將也
- 向ますみ
- 仲吉容子

### 天気予報
- 月 - 水曜日：雑賀裕美
- 木・金曜日：中谷麻意

## 過去の出演者
- 松下慶子
- 山根由美
- 藤井元美
- 宮崎留実

## 主なコーナー
- ストレートニュース
- 地域の話題
- 特集
- インタビュー
- お知らせ
- 全国ニュース
- お天気情報

過去に放送されたコーナー
- マンデースポーツ（月曜日）
県内で活躍するスポーツ選手の紹介や週末の競技の結果を伝える。
- 中西進の万葉こゝろ旅（水曜日）
万葉学者の中西進が万葉集の歌が詠まれた場所を訪ねる。平日22時台のワイドニュース番組『NEWSライン』でも放送されていた。本コーナーはのちに、紀行番組として番組化された。
- 週末お勧め情報（金曜日）
毎週金曜日に週末のお勧めスポットを紹介する。
- 元気企業の着眼点
奈良の経済を支える元気な企業を取材する。
- 銭湯探訪
浴衣姿の記者が県内各地の銭湯を訪ねる。
- 大和のごっつぉ
奈良に残る料理や風習、行事などを紹介する。

## 放送時間
| 期間         | 期間          | 放送時間（日本時間）       |
| ------------ | ------------- | -------------------------- |
| 2002年4月1日 | 2006年3月     | 平日 18:30 - 18:55（25分） |
| 2006年4月    | 2007年3月     | 平日 18:00 - 18:20（20分） |
| 2007年4月    | 2009年4月10日 | 平日 17:50 - 18:20（30分） |

## 備考
- 2006年8月31日の奈良ドリームランド閉園の際は午後6時の番組開始と同時の閉園の瞬間をドリームランド正面ゲート前から生中継した。（普段はOPテーマが流れるがこの日は流れず）
  - またこの日の放送は時間拡大などは無かったものの、来園客が帰った後のドリームランド園内からの生中継を挿むなど特別編成で放送した。（ちなみにドリームランドは奈良テレビ放送センターの真隣）